# Brother's Keeper
Brother's Keeper va ser un grup estatunidenc de metalcore. Format el 1994 per membres d'altres bandes locals, Brother's Keeper es va convertir en l'espina dorsal de l'escena hardcore punk i metalcore d'Erie. Al costat de bandes com xDISCIPLEx AD, Digression i Neverfall, van crear una comunitat local de joves vinculats per un interès musical comú. El so de Brother's Keeper va destacar per l'estil vocal esquinçat de Mike Ski.
Des del 1996 fins a la seva dissolució el 2003, va publicar els seus treballs discogràfics amb el segell Trustkill Records. Això no obstant, a principis de 2001 va aparèixer al recopilatori It's All About The Money, coeditat pels segells Surprise Attack Records, Goodfellow Records i Redstar Records.

## Discografia
EP
- Shadowcast (7") – 1994
- Ladder (7") – 1995
- Self-Fulfilling Prophecy (Trustkill Records 7") - 1997
- Sweet Revenge (7"/CS) - 1998
- Five Hits From Hell (Ides of March Records) -2001

Àlbums d'estudi
- The Continuum (Trustkill Records) – 1996
- Foreverneverending (recopilatori, Trustkill Records) - 1999
- Oxymoron (Trustkill Records 12"/MCD) - 1999
- Fantasy Killer (Trustkill Records) – 2001